# Ben Lhassine Kone
Ben Lhassine Kone (* 14. března 2000) je profesionální fotbalista z Pobřeží slonoviny hrající na pozici útočníka v italském klubu Como 1907.

## Klubová kariéra

### Turín
V sezóně 2017/18 začal hrát za turínský tým do 19 let.
Během sezón 2017/18 a 2018/19 v Serii A byl také příležitostně povoláván do seniorského týmu, ale neodehrál žádný zápas.

#### Hostování v Cosenze
Dne 3. srpna 2019 odešel na sezónní hostování do klubu Serie B Cosenza. V Serii B debutoval 31. srpna 2019 v zápase proti Salernitaně. V 79. minutě vystřídal Riccarda Iddu. Většinu sezóny 2019/20 vynechal kvůli přetržení zkříženého vazu.
Dne 15. září 2020 bylo hostování prodlouženo na sezónu 2020/21.

#### Návrat do Turína
Po návratu do Turína na sezónu 2021/22 debutoval za klub 17. října 2021, kdy nastoupil jako náhradník za zraněného Rolanda Mandragoru při venkovní prohře 0:1 s Neapolí. V nastaveném čase byl opět nahrazen Magnusem Warmingem.

#### Hostování v Crotone
Dne 26. ledna 2022 odešel na hostování do týmu Crotone.

#### Hostování ve Frosinone
Dne 1. srpna 2022 odešel Kone na hostování do Frosinone.

### Como
Dne 25. července 2023 se Kone přesunul do Coma. První rok smlouvy bylo hostování, po kterém následovala povinná opce na odkup. Kone podepsal smlouvu do roku 2027.

## Statistiky

### Klubové
Platí k zápasu hranému 17. února 2024.
| Klub                  | Sezóna            | Liga              | Liga   | Liga | Národní pohár | Národní pohár | Ostatní | Ostatní | Celkově | Celkově |
| Klub                  | Sezóna            | Soutěž            | Zápasy | Góly | Zápasy        | Góly          | Zápasy  | Góly    | Zápasy  | Góly    |
| --------------------- | ----------------- | ----------------- | ------ | ---- | ------------- | ------------- | ------- | ------- | ------- | ------- |
| Turín                 | 2017/18           | Serie A           | 0      | 0    | 0             | 0             | 0       | 0       | 0       | 0       |
| Turín                 | 2021/22           | Serie A           | 1      | 0    | 1             | 0             | —       | —       | 2       | 0       |
| Turín                 | Celkově           | Celkově           | 1      | 0    | 1             | 0             | 0       | 0       | 2       | 0       |
| Cosenza (hostování)   | 2019/20           | Serie B           | 6      | 0    | 1             | 0             | —       | —       | 7       | 0       |
| Cosenza (hostování)   | 2020/21           | Serie B           | 26     | 1    | 3             | 1             | —       | —       | 29      | 2       |
| Cosenza (hostování)   | Celkově           | Celkově           | 32     | 1    | 4             | 1             | —       | —       | 36      | 2       |
| Crotone (hostování)   | 2021/22           | Serie B           | 16     | 1    | —             | —             | —       | —       | 16      | 1       |
| Frosinone (hostování) | 2022/23           | Serie B           | 19     | 2    | 1             | 1             | —       | —       | 20      | 3       |
| Como (hostování)      | 2023/24           | Serie B           | 13     | 0    | —             | —             | —       | —       | 13      | 0       |
| Celkově v kariéře     | Celkově v kariéře | Celkově v kariéře | 81     | 4    | 6             | 2             | 0       | 0       | 87      | 6       |

## Úspěchy
Frosinone
- Serie B: 2022/23